# Ramón Barreto
Ramón Barreto Ruiz (Montevideo, 14 settembre 1939 – Montevideo, 4 aprile 2015) è stato un arbitro di calcio uruguaiano.

## Carriera
Con un passato da pugile a livello amatoriale, Barreto è stato uno dei più grandi fischietti uruguayani di sempre, l'unico ad aver preso parte come arbitro a ben tre edizioni dei Mondiali di calcio (record detenuto in coabitazione con altri 16 direttori di gara della storia). Abilitato all'arbitraggio nel 1956, nel 1966 riesce a debuttare nella massima serie del proprio paese, e di lì a tre anni ottiene anche i galloni da internazionale. Porta avanti la sua attività come un professionista, e proprio attraverso un regolare contratto viene ingaggiato dalla Federazione brasiliana per dirigere alcune gare del rispettivo campionato.
Al 1970 risale la prima partecipazione alla rassegna iridata: in Messico, gli viene affidata Cecoslovacchia-Brasile. Nel 1974 fa suoi due traguardi: prima dirige la finale-spareggio della Copa Libertadores tra Independiente e San Paolo, e poi viene convocato per la seconda volta ai Mondiali di calcio, disputati in Germania Ovest: qui gli toccano l'insidiosa sfida fratricida Germania Ovest-Germania Est giocata ad Amburgo, Polonia-Svezia a Stoccarda e infine assiste con la bandierina l'inglese Jack Taylor durante la finalissima all'Olympiastadion di Monaco di Baviera tra tedeschi e olandesi.
Nel 1975 raggiunge un'altra doppia soddisfazione: prima è protagonista per la seconda volta della finale di Copa Libertadores tra Independiente e Unión Española e poi arbitra la finale-spareggio di Copa América tra Perù e Colombia. Nel 1976 conquista l'alloro più prestigioso della carriera: in occasione del torneo calcistico alle Olimpiadi di Montreal, dirige allo Stade Olympique la finale per la medaglia d'oro tra Germania Est e Polonia: sotto la pioggia e su un terreno molto pesante, si imporranno per 3 a 1 i tedeschi orientali.
Nel 1978 ottiene il record della terza partecipazione consecutiva al Mondiale: in Argentina gli vengono assegnate le gare Italia-Ungheria, Germania Ovest-Olanda e poi, per la seconda volta di seguito (record assoluto per un guardalinee) assiste con la bandierina l'italiano Sergio Gonella durante la finale di Buenos Aires. Fa in tempo nel 1979 per essere designato per la seconda finale in carriera nella Copa America (Cile-Paraguay) e nel 1981 si rivede in finale nella Copa Libertadores (Flamengo-Cobreloa). Appagato per i riconoscimenti ottenuti, Barreto si avvia così al termine della carriera che sarebbe avvenuta nel 1985. Nel 1989 la FIFA gli conferisce inoltre il prestigioso FIFA Special Award. Muore il 4 aprile 2015.